# Cynaeda nepticulalis
Cynaeda nepticulalis is een vlinder uit de familie van de grasmotten (Crambidae). De wetenschappelijke naam van deze soort is voor het eerst voorgesteld als Aporodes nepticulalis door Ottmar Hofmann in een publicatie uit 1897.
De soort komt voor in Turkije.